# Distrito electoral de Anna 5
Anna District 5 (en inglés: Anna District 5 Precinct) es un distrito electoral ubicado en el condado de Union en el estado estadounidense de Illinois. En el Censo de 2010 tenía una población de 902 habitantes y una densidad poblacional de 1.415,71 personas por km².

## Geografía
Anna District 5 se encuentra ubicado en las coordenadas 37°27′56″N 89°14′40″O / 37.46556, -89.24444. Según la Oficina del Censo de los Estados Unidos, Anna District 5 tiene una superficie total de 0.64 km², de la cual 0.63 km² corresponden a tierra firme y (0.41%) 0 km² es agua.

## Demografía
Según el censo de 2010, había 902 personas residiendo en Anna District 5. La densidad de población era de 1.415,71 hab./km². De los 902 habitantes, Anna District 5 estaba compuesto por el 97.23% blancos, el 0.78% eran afroamericanos, el 0.89% eran amerindios, el 0.44% eran asiáticos, el 0.11% eran isleños del Pacífico, el 0.33% eran de otras razas y el 0.22% pertenecían a dos o más razas. Del total de la población el 1.22% eran hispanos o latinos de cualquier raza.